# Picornavirales
Picornavirales — порядок вірусів класу Pisoniviricetes. Їхніми господарями є хребетні, безхребетні, протисти та рослини. Вони представляють позитивний одноланцюговий геном РНК, тому вони включені до групи IV Балтіморської класифікації. Серед захворювань, які вони викликають у людини, виділяються застуда, поліомієліт і гепатит А.

## Опис
Віріони не мають оболонки, мають форму ікосаедра і мають діаметр близько 30 нанометрів. Капсид має структуру «псевдо T=3» і складається з 60 протомерів, кожен з яких складається з трьох однакових за розміром, але неідентичних бета-стволів.
Геном складається з однієї або кількох одноланцюгових РНК, які безпосередньо виконують функцію мРНК, без перекриття відкритих рамок зчитування. Геном містить невеликий білок VPg, ковалентно приєднаний до його 5'-кінця, і зазвичай поліаденільованого 3'-кінця. Кожна геномна РНК транслюється в поліпротеїн, утворюючи зрілі вірусні білки за допомогою однієї або кількох кодованих вірусом протеїназів.

## Родини
До порядку відносять такі родини:
- Caliciviridae
- Dicistroviridae
- Iflaviridae
- Marnaviridae
- Picornaviridae
- Polycipiviridae
- Secoviridae
- Solinviviridae